# Cinema asiàtic
El cinema asiàtic es refereix a les indústries cinematogràfiques i pel·lícules produïdes en el continent de l'Àsia, i també se'l coneix com a cinema oriental. Tanmateix, s'usa amb una més gran freqüència per referir-se al cinema de l'est, sud-est i de l'Àsia del Sud. El cinema de l'Àsia occidental de vegades es classifica com a part del cinema de l'Orient Mitjà, juntament amb el cinema d'Egipte. El cinema de l'Àsia central sovint s'agrupa amb l'Orient Mitjà o, en el passat, al cinema de la Unió Soviètica durant l'era soviètica de l'Àsia central. El cinema asiàtic siberià domina l'Àsia del Nord i, per tant, se'l considera part del cinema europeu.
El cinema asiàtic oriental es caracteritza pel cinema del Japó, la Xina, Hong Kong, Taiwan i Corea del Sud, inclosa la indústria japonesa de l'anime i les pel·lícules d'acció d'Hong Kong. El cinema del sud-est asiàtic es caracteritza pel cinema de les Filipines, Tailàndia, Indonèsia i d'altres països del sud-est asiàtic. El cinema de l'Àsia central i el Caucas meridional es caracteritza pel cinema iranià i Tadjikistan. El cinema de l'Àsia occidental es caracteritza pel cinema àrab, el cinema iranià, cinema israelià, el cinema jueu i el cinema turc. Finalment, el cinema del sud de l'Àsia es caracteritza pel cinema de l'Índia, que inclou les indústries cinematogràfica de Bollywood, l'Índia del Sud, Bengalí i Punjabi, aquest últim també agrupat junt amb el cinema de Pakistan, mentre que el cinema bengalí també està tipificat pel cinema de Bangladesh. Les pel·lícules nepaleses estàn tipificades pel cinema del Nepal.

## Història

### Precursors
Un bol d'argila de 5.200 anys d'antiguitat trobat a Shahr-i Sokhta, l'Iran, té cinc imatges d'una cabra pintades als costats. Es creu que aquest és un exemple d'animació més primerenca.

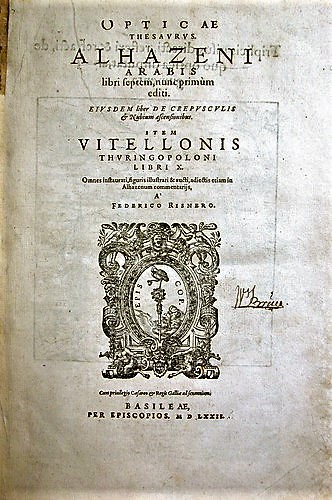
Llibre d'Òptica per Ibn al-Hàytham (Alhazen)-

Mozi, un filòsof xinès de l'any 500 aC, va reflexionar sobre el fenomen de la llum invertida provinent del món exterior que resplendia a través d'un petit forat a la paret oposada d'una habitació obscura. Les ombres van aparèixer per primera vegada durant la dinastia Han i més tard van guanyar popularitat a tota l'Àsia. Prop de l'any 180, Ding Huan (丁 緩) va crear un zoòtrop elemental a la Xina.
El 1021, Ibn al-Hàytham (Alhazen), un científic iraquià, va experimentar amb el mateix principi òptic descrit per Mozi, i va escriure sobre els resultats en el seu Llibre d'Òptica, que va proporcionar la primera descripció clara, i l'anàlisi correcta de la cambra fosca. El seu experiment de llàntia, on diverses fonts de llum diferents es disposen en una àrea gran, va ser el primer de projectar amb èxit una imatge completa des de l'exterior a una pantalla a l'interior amb la cambra fosca.

### Pel·lícules mudes
Els primers curtmetratges de l'Àsia es van produir durant la dècada de 1890. Van ser produïts al Japó per Bake Jizo i Shinin no Sosei, tots dos de 1898. El primer curtmetratge indi també va ser produït el 1898, The Flower of Pèrsia, dirigit per Hiralal Sen.
A començaments de 1900, les pel·lícules mudes israelianes es van projectar en coberts, cafès i d'altres estructures temporals. Al 1905, Cafè Lorenz va obrir a Jaffa Road al barri jueu de Neve Tzedek. A partir de 1909, la família Lorenz va començar a projectar pel·lícules al cafè. Al 1925, el cinema Kessem es va allotjar allà per un curt temps. El primer llargmetratge de l'Àsia de l'Est, va ser The Life Story of Tasuke Shiobara (1912) del Japó. El va seguir el primer llargmetratge mut de l'Índia, un drama d'època Raja Harishchandra (1913), de Dadasaheb Phalke, considerat el pare del cinema indi. A la dècada següent, la producció de cinema indi va tenir una mitjana de 27 pel·lícules per any. D'altra banda, a les Filipines, la primera pel·lícula produïda va ser La vida de José Rizal el 1912, d'Edward Meyer Gross. José Nepomuceno va comprar el seu primer equip de pel·lícula a Albert Yearsley i Edward Meyer Gross el 15 de maig de 1917 i durant els dos anys següents, Nepomuceno va practicar l'ús de l'equip com a preparació per la producció del primer llargmetratge de producció local de les Filipines. La primera pel·lícula produïda a les Filipines fou Dalagang Bukid. La pel·lícula va ser llançada amb subtítols en anglès, espanyol i tagàlog. Durant la seva carrera teatral, l'actriu principal Atang de la Rama va haver de cantar Nabasag na Banga a —una cançó que és part de la pel·lícula— per a cada projecció de la pel·lícula a Manila, juntament amb altres tres persones tocant un violí, una corneta i un piano.
A la dècada de 1920, el nounat cinema soviètic va ser el més radicalment innovador. Allà, la destresa de l'edició, especialment, va avançar, anant més enllà del seu paper anterior en l'avenç d'una història. Sergei Eisenstein va perfeccionar la tècnica de l'anomenat muntatge dialèctic o intel·lectual, que es va esforçar per fer que les imatges no fossin lineals, sovint violentament enfrontades, expressessin idees i provoquessin reaccions emocionals i intel·lectuals a l'espectador. Sergei Eisenstein va marcar una nota d'acord en «un enfocament dialèctic a la forma cinematogràfica» quan va notar que el muntatge és «el nervi del cinema» i que «determinar la naturalesa de muntatge és resoldre el problema específic del cinema». Les teories cinematogràfiques soviètiques es basaven molt en el reencaminament del muntatge de l'anàlisi cinematogràfica cap al llenguatge, una gramàtica literal del cinema. Una comprensió semiòtica del cinema, per exemple, està en deute i per contrast amb la descarada transposició del llenguatge de Sergei Eisenstein «de maneres completament noves».

### Pel·lícules sonores
Les pel·lícules sonores van començar a produir-se a l'Àsia des de la dècada de 1930. Alguns curts de so japonesos es van fer als anys 1920 i 1930, però el primer talkie del Japó va ser Fujiwara Yoshie no furusato (1930), que va utilitzar el 'Mina Talkie System'. Primeres pel·lícules sonores notables del cinema del Japó de Kenji Mizoguchi inclouen Sisters of the Gion (1936), Osaka Elegy (1936) iThe Story of the Last Chrysanthemums (1939), juntament amb Sadao Yamanaka Humanity and Paper Balloons (1937) i Wife, Be Like A Rose! (1935) de Mikio Naruse, que va ser una de les primeres pel·lícules japoneses en obtenir un llançament teatral als Estats Units. Al 1935, Yasujiro Ozu també va dirigir An Inn in Tokyo, considerat un precursor del gènere del neorealisme.
Ardeshir Irani va llançar Alam Ara la primera pel·lícula parlada de l'Índia, el 14 de març de 1931. Després de l'inici del talkie a l'Índia, algunes estrelles de cinema van ser molt buscades i van obtenir ingressos còmodes a través de l'actuació. A mesura que va avançar la tecnologia del so, a la dècada de 1930 es va produir l'apogeu de la música al cinema indi, amb musicals com Indra Sabha i Devi Devyani que van marcar el començament de la cançó i el ball e] les pel·lícules de l'Índia. Els estudis van sorgir en ciutats importants com Chennai, Calcuta i Mumbai, ja que el cinema es va convertir en un art establert el 1935, exemplificat per l'èxit del film Devdas, que havia aconseguit captivar a les audiències de tot el país.